# Les Clark
Leslie James Clark, detto Les (Ogden, 17 novembre 1907 – Santa Barbara, 12 settembre 1979), è stato un animatore e regista statunitense, annoverato tra il cosiddetto gruppo dei Nine Old Men della Disney.
Nato nello Utah, studiò alle scuole elementari di Twin Falls nell'Idaho, fin quando la sua famiglia non si trasferì a Los Angeles dove si diplomò alla Veniche High School. Nel 1927 entrò a far parte della società di grafica Ink and Paint Department e dal 1929 ebbe il suo primo incarico come disegnatore da parte della Disney per il cartone The Skeleton Dance.